# San Severino Marche
San Severino Marche ist eine italienische Gemeinde (comune) mit 11.826 Einwohnern (Stand 31. Dezember 2023) in der Provinz Macerata in den Marken. Die Gemeinde liegt am Potenza etwa 23 Kilometer westlich von Macerata und etwa 50 Kilometer südwestlich von Ancona. San Severino Marche gehört zur Comunità Montana Alte Valli del Potenza e Esino.

## Geschichte
Eine Besiedlung des Gebiets in frühen Zeiten scheint durch einige Nekropolen in der Umgebung belegt. Die Herkunft des früheren Namens Septempeda lässt sich in frühen Quellen nicht nachweisen. Nach der Herrschaft des Francesco Sforza wurde der Ort Teil des Kirchenstaates.
Die Festung von San Severino Marche liegt auf 824 m Meereshöhe am Monte San Vicino.

## Verkehr
Die Strada Statale 502 (di Cingoli) endet hier von Ponte Pio (Ortsteil von Monte Roberto) bzw. Jesi kommend an einer Kreuzung mit der Strada Statale 361 von Ancona nach Nocera Umbra. An der nicht elektrifizierten Bahnstrecke von Civitanova Marche nach Fabriano besteht ein Bahnhof.

## Gemeindepartnerschaften
San Severino Marche unterhält eine inneritalienische Partnerschaft mit der Gemeinde Ferentino in der Provinz Frosinone sowie eine weitere Partnerschaft mit der spanischen Gemeinde Balmaseda in der Provinz Bizkaia.

## Söhne und Töchter der Gemeinde
- Bartolomeo Eustachi (um 1520–1574), Arzt (Eustachische Röhre)
- Francesco Adriani (um  1539–1575), Sänger, Kapellmeister und Komponist
- Eustachio Divini (1610–1685), Optiker
- Pacificus von San Severino (1653–1721), Franziskaner, Heiliger der römisch-katholischen Kirche
- Ercole Rosa (1846–1893), Bildhauer
- Domenico Crescentino Marinozzi (1926–2024), Apostolischer Vikar von Soddo-Hosanna
- Edoardo Menichelli (* 1939), Erzbischof von Ancona und Kardinal
- Fabrizio Castori (* 1954), Fußballtrainer
- Daniel Mancinelli (* 1988), Automobilrennfahrer
- Giacomo Bonaventura (* 1989), Fußballspieler
- Lorenzo Baldassarri (* 1996), Motorradrennfahrer
- Giacomo Vrioni (* 1998), Fußballspieler
- Giulio Pellizzari (* 2003), Radrennfahrer